# Мун Дже-Ин
Мун Дже-Ин (на корейски: 문재인) е южнокорейски политик, Бивш президент на Южна Корея от 10 май 2017 г. до 10 май 2022 г. 

## Биография
Роден е на 24 януари 1953 г. в гр. Кодже, Южна Корея като първото от общо пет деца. Приет е в университета „Кьонг Хи“ със специалност право. По време на студенските си години организира протест срещу конституцията Юшин, (която дава неограничени права на президента) за което е арестуван и изгонен от университета. По-късно се записва в армията, а след уволнението си взема изпитите си и е приет в Института за съдебни изследвания и обучение. Завършва института втори във випуска си, но не го допускат да стане съдия или прокурор, заради миналото му на активист срещу диктатурата.